# Cynorkis flexuosa
Cynorkis flexuosa är en orkidéart som beskrevs av John Lindley. Cynorkis flexuosa ingår i släktet Cynorkis, och familjen orkidéer.
Artens utbredningsområde är Madagaskar.

## Underarter
Arten delas in i följande underarter:
- C. f. bifoliata
- C. f. flexuosa